# Kisbudmér
Kisbudmér is een plaats (község) en gemeente in het Hongaarse comitaat Baranya. Kisbudmér telt 145 inwoners (2001).